# 高玉金山
高玉金山（たかたまきんざん）とは、かつて福島県郡山市熱海町玉川にあった金山である。戦国時代に開かれ、最盛期の昭和時代初期には日本三大金山の一つに数えられた。
現在は閉山し、跡地では高玉金山土地管理組合が坑内探検や砂金採り体験ができる観光施設を運営していたが、2012年からは休業中。

## 歴史
- 1573年（天正元年）、蘆名盛興により開かれる。
- 1929年（昭和4年）、日本鉱業の経営になり、当時最新鋭の260馬力のロータリーコンプレッサーを導入。
- 1935年（昭和10年）、最盛期を迎え、年間1t以上の金を産出する。
- 1955年（昭和30年）、累計の総産出量が金22t強、銀210t強に達する[2]。
- 1976年（昭和51年）、閉山。
- 1996年（平成8年）、観光施設としてオープン。
- 2012年（平成24年）、休業。

## その他
- 坑道は主に本山坑、鴬坑、青木葉坑の三つがあり、その総延長は600kmに達する。
- 現在。観光地化されているのは青木葉坑の跡地である。
- 日本の金山のほとんどは1tの鉱石から2g～3g程度の金しか採れないが、高玉金山の鉱石からは最大で10kg～20kgの金が採れた。また、金だけでなく銀なども産出した。
- かつては、金の採掘後に残った大量の捨石による巨大なズリ山があったが、それらは国道4号の基礎工事の材料として利用されて消滅した。
- 最盛期は全国から二千から三千人ほどの労働者が集まり、それらの家族と合わせて六千人の人々が暮らした。五百人が収容できる大規模な集会場も作られ、そこでは映画の上映などが行われた。

## アクセス
- 自動車：磐越自動車道磐梯熱海インターチェンジから15分、東北自動車道郡山インターチェンジから20分程度。